# Deserteurdenkmal (Erfurt)
Koordinaten: 50° 58′ 41,8″ N, 11° 1′ 14,3″ O

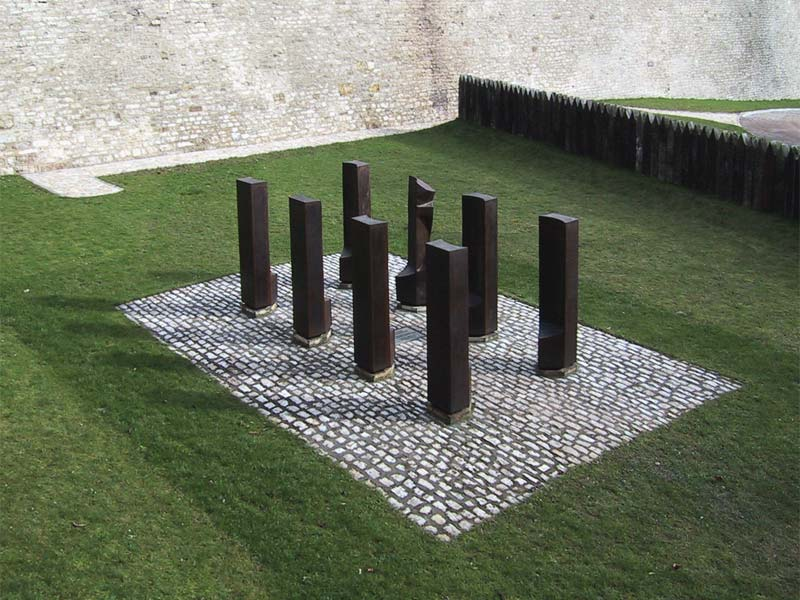

Das Denkmal für den unbekannten Wehrmachtsdeserteur und für die Opfer der NS-Militärjustiz vor der Bastion Philipp der Zitadelle Petersberg wurde am 1. September 1995 eingeweiht.

## Beschreibung

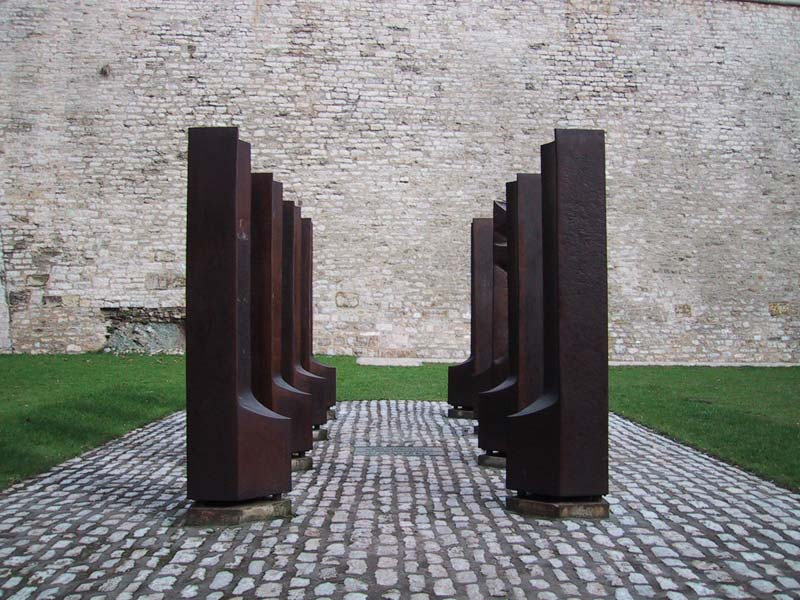

Das Mahnmal stammt von dem Erfurter Künstler Thomas Nicolai und besteht aus acht Metallstelen, von denen sieben in „starrer, disziplinierter Haltung“ stilisiert sind. Eine ist „individuell geformt“, wendet sich aus der Reihe ab und symbolisiert den Fahnenflüchtigen. Eine Bronzetafel am Boden trägt die Inschrift Dem unbekannten Wehrmachtsdeserteur – Den Opfern der NS-Militärjustiz – Allen die sich dem Naziregime verweigerten sowie ein Zitat aus dem Werk Träume von Günter Eich: Seid Sand, nicht das Öl im Getriebe der Welt.
Nicolai verarbeitete Schrott (Heizkessel), da dieser ein Material mit Spuren ist. Stahl als Medium des Krieges erinnert an die Materialschlachten des Zweiten Weltkriegs. Die Anordnung der Stelen in Form einer engen Gasse erinnert an Spießrutenlaufen und vermittelt ein Gefühl der Beklemmung, Uniformität und Ausweglosigkeit, das durch die sich aus dem Material ergebenden Spitzen der Basis verstärkt wird. Das Problem des Gehorsams, der Einfügung in eine Ordnung sieht Nicolai als allgemeine Spannung zwischen Individuum und gesellschaftlichem System. Wird eine Schmerzgrenze (angedeutet etwa durch den schief gehaltenen Kopf des Deserteurs) überschritten, wird das Recht auf Selbstbestimmung zum Recht auf Verweigerung.

## Geschichtlicher Bezug des Orts
Das Denkmal liegt der Altstadt (Andreasviertel) zugewandt im Festungsgraben der Zitadelle Petersberg an einer ruhigen Stelle, ist jedoch auf dem vor dem Haupttor nach rechts abzweigenden Fußweg nach 200 Metern zu erreichen. Im Militärarrestgebäude (neben der ehemaligen Hauptwache) befand sich seit 1918 eine Polizei-Haftanstalt, die in der Zeit des Nationalsozialismus Untersuchungshaftanstalt für politische Gefangene wurde. Im Kommandantenhaus der Festung (über dem Haupteingang) war seit 1935 das Kriegsgericht 409 ID der Wehrmacht untergebracht, das während des Zweiten Weltkriegs rund 50 Deserteure zum Tode verurteilte. Im Keller der großen Defensionskaserne befanden sich dazugehörige Arrestzellen. Die verurteilten Fahnenflüchtigen wurden an der Stelle erschossen, an der heute das Denkmal steht.

## Entstehung und Kontroversen

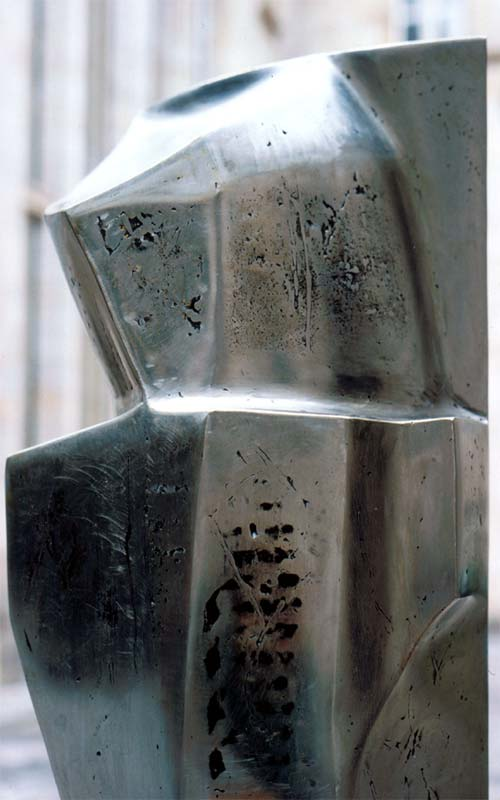
Detail der Deserteurstele

Im November 1994 bildete sich eine Initiative, die zum 8. Mai 1995, dem 50. Jahrestag der Befreiung ein Denkmal für den unbekannten Wehrmachtsdeserteur aufstellen wollte. Ihr gehörten unter anderem Gewerkschaften, Friedensgruppen, Deserteure, Opfer des Nationalsozialismus, Kirchenvertreter und Künstler an. Sie entschied sich im Januar 1995 für ein Konzept Nicolais und entwickelte das Projekt mit ihm und jungen Facharbeitern der Deutschen Bahn AG / Werk Erfurt bzw. der Gewerkschaft der Eisenbahner weiter. Prominente Unterstützer wurden Ralph Giordano und Gerhard Zwerenz, der selbst als Wehrmachtssoldat desertierte. Sie schrieben als Erstunterzeichner eines Aufrufs:

„Unsere Befreier waren Ausländer. Jedoch gab es auch im deutschen Volk Menschen, die sich mit dem Verbrechen nicht abfanden. Es gab Widerstand in verschiedenen Formen und Qualitäten. Viele haben sich der Maschinerie entzogen. Die einen sind bekannt, andere blieben anonym oder wurden vergessen... Es ist daher hoch an der Zeit, der Gesellschaft die Auseinandersetzung mit unbewältigten Problemen der Vergangenheit zuzumuten. Dazu gehört, das Erbe politischer Opfer der NS-Militärjustiz anzunehmen und der deutschen Kriegsdienstverweigerer und Wehrmachtsdeserteure zu erinnern, die mit ihrer Entscheidung einen Beitrag zur Befreiung geleistet haben.“

Daher sollten diese juristisch rehabilitiert werden, das Denkmal das Gewissen gegenüber jeglicher Menschenrechtsverletzung schärfen und ermutigen, sich der Gewalt zu widersetzen. Nicolai betonte aber auch: „Ich will den Deserteur nicht zum Helden machen und die Soldaten, die dabeigeblieben sind, zu Verlierern.“
Unter vielen anderen schlossen sich Joschka Fischer, Vera Lengsfeld, der evangelische Bischof Christoph Demke, Probst Heino Falcke, die Thüringer Sozialministerin Irene Ellenberger, Christa Wolf, der ehemalige Wehrmachtsdeserteur Ludwig Baumann sowie Dorothee Sölle dem Aufruf an. Da der Erfurter Oberbürgermeister Manfred Ruge bis zur Enthüllung ablehnend blieb, brachte die Fraktion Bündnis 90/Die Grünen/Neues Forum am 7. März 1995 einen Antrag im Stadtrat ein, welcher mit den Stimmen auch von PDS und der Mehrheit der SPD die Verwaltung am 22. März 1995 verpflichtete, einen öffentlichen Standort bevorzugt am Petersberg zur Verfügung zu stellen.
Danach wurde die Kunstkommission der Stadt eingeschaltet, die die aufgrund der fortgeschrittenen Initiative fehlende reguläre Ausschreibung bemängelte. Nach Begutachtung des Konzepts und einer ersten fertiggestellten Stele kritisierte sie den Entwurf einerseits als „zu überfrachtet“, andererseits als „zu abstrakt“. Der geplante Termin 8. Mai war danach nicht mehr einzuhalten.
Bei einem Pressestammtisch am 20. April 1995 kamen die Initiative und der Kulturbeigeordnete Joachim Kaiser überein, das Denkmal endgültig am 1. September aufzustellen. Am 6. Juli erhielt die Initiative dann jedoch das schriftliche, ablehnende Gutachten der Kunstkommission. Oberbürgermeister Manfred Ruge brachte für die Ratssitzung am 30. August einen Antrag ein, das Denkmal nicht wie abgesprochen aufzustellen, den der Kulturausschuss am 15. August ohne Anhörung der Initiative oder des Künstlers mehrheitlich unterstützte. Der OB erließ auf Veranlassung des Kulturbeigeordneten einen Baustopp. Nachdem eine auf Antrag der Fraktion Grüne / Forum für den 28. August einberufene Stadtrats-Sondersitzung den früheren Beschluss wiederherstellte, konnte das Denkmal am 1. September schließlich der Öffentlichkeit übergeben werden.
Seit der Planung regt das Denkmal zu teils heftigen öffentlichen Diskussionen an. Dies macht eine Kontroverse in der Zeitschrift Stadt und Geschichte deutlich. So bezeichnete der Leiter des Stadtarchivs Erfurt Fahnenflucht als nicht „besonders ehrenhaft“; er „gedenke lieber derer, die […] bei ihren Kameraden ausgeharrt haben.“ Ein anderer wies dagegen darauf hin, „die Wehrmacht [sei] ein Instrument des Vernichtungskrieges der Nazis“ gewesen. Deserteure „waren es leid, das sinnlose Sterben zu verlängern. Und Angst hatten sie auch. Hätten sie Helden für Hitler sein sollen?“
Anlässlich des 15. Jahrestags der Denkmalseröffnung wurde auf dem Erfurter Petersberg die Ausstellung „Was damals Recht war... Soldaten und Zivilisten vor Gerichten der Wehrmacht“ gezeigt. Eröffnet wurde die Ausstellung durch den Gründer und Vorsitzenden der Bundesvereinigung Opfer der NS-Militärjustiz e.V., Ludwig Baumann. In diesem Rahmen trug er sich am 9. Juni 2010 in das Goldene Buch der Stadt Erfurt ein und sprach dabei über die lange und schwierige Geschichte der Anerkennung der Deserteure als NS-Opfer.